# Szily Kálmán (fizikus)

A nagyszigeti Szily család címere (kelt: 1751. júl. 27.)

Nagyszigethi idősebb Szily Kálmán (Izsák, 1838. június 29. – Budapest, 1924. július 24.) természettudós, nyelvész, műegyetemi tanár, tudományszervező, 1865-től az Akadémia levelező, 1973-től rendes tagja, 1889 és 1905 között főtitkára, majd főkönyvtárnoka. 1880-tól 1898-ig a Királyi Magyar Természettudományi Társulat elnöke. Szily Kálmán mérnök apja.

## Családja
Régi nemes család leszármazottja. Édesapja nagyszigethi Szily Ádám (1800–1868) táblabíró, földbirtokos, anyja nagyjeszeni Jeszenszky Karolina (1807–1856). Nagyapja nagyszigethi Szily Ádám (1763–1844), Torontál vármegye pénztárnoka, főszolgabíró, részt vett a jakobinus mozgalomban, Laczkovics János barátja volt, és fogságot is szenvedett; apai nagyanyja, seregélyesi Szekeres Erzsébet (1779–1850) volt.

## Élete
Elemi és gimnáziumi tanulmányait (6. osztályig) magántanulóként végezte. A gimnázium két utolsó évfolyamát Pesten a piaristáknál járta ki. 1856–1857-ben a pesti József Ipartanodában, majd 1857-től a bécsi politechnikumon tanult, ahol 1860-ban szerzett diplomát. A József Ipartanoda akkoriban alakult politechnikummá, és Szily itt nyert alkalmazást, mint Stoczek József tanársegéde. 1862. július 22-én kinevezték igazgatói segédnek és ideiglenes tanárnak, 1869. december 22-én pedig a kísérleti természettan nyilvános rendes tanárává, majd áthelyezték a matematikai természettani és analitikai mechanikai tanszékre 1870. szeptember 7-én. A Királyi József Műegyetem egyetemes osztályának dékánja volt az 1871-72. és 1872-73. években, a műegyetem rektora volt az 1879-83. tanévekben.
1863 őszén két évi szabadságot nyert, hogy tudását hírneves külföldi iskolákban tovább fejlessze. Először is a Zürichi Műszaki Egyetemet látogatta, ahol Clausius és Zeuner előadásait hallgatta. Itt egy évet töltött, mely után Berlinbe ment. Itteni tanárai közül különösen Magnus említendő. Félévi tartózkodás után Heidelbergbe utazott, ahol szabadságának hátralévő idejét a híres Kirchhoff előadásainak hallgatásával töltötte. 1865 őszén visszatérve utazásából, elfoglalta tanári székét.
A Magyar Tudományos Akadémia 1865. december 10-én levelező taggá, 1873. május 21-én rendessé, 1883. május 17-én igazgató taggá választotta. 1889. október 14-től 1905. március 27-ig az MTA főtitkára volt. 1905. április 6-től 1924. július 24-ig az MTA főkönyvtárnoki tisztjét látta el.
Szily Kálmánt 1880-ban a Vasárnapi Ujság mint „éles eszű, megnyerő modorú” tudóst jellemezte, aki „ékesen szóló, tapintatos, és maga ugy mint tudománya iránt rokonszenvet gerjeszteni képes tanár, kitűnő ismeretterjesztő és népszerűsítő; a mellett nem közönséges szervező tehetség, s végre minden izében magyar, és tántorithatatlan hazafi”.

## Házassága
1870. október 24-én Veszprémben, feleségül vette a régi zalamegyei nemesi származású egyházasbüki Dervarics családból való egyházasbüki Dervarics Rozália Ida (Kilimán, 1844. május 5.–Budapest, 1921. november 30.) kisasszonyt, akinek a szülei egyházasbüki Dervarics Ákos (1816-1891), táblabíró, földbirtokos, valamint hertelendi és vindornyalaki Hertelendy Rozália (1822–1850) voltak. Az apai nagyszülei egyházasbüki Dervarics János (1792–1869), ügyvéd, táblabíró, földbirtokos, és Molnár Zsófia (1796–1831) voltak. Az anyai nagyszülei hertelendi és vindornyalaki Hertelendy Imre (1794–1850), földbirtokos, zalai főszolgabíró és nyírlaki Oszterhueber Magdolna (1797–1883) asszony voltak. Szily Kálmán és Dervarits Róza esküvői tanúi nagymányai Koller Ferenc és Dervarics Imre voltak; ezáltal a házasság által Szily Kálmán sógora lett egyházasbüki Dervarics Imrének (1842–1910), alszolgabírónak, a Függetlenségi és Negyvennyolcas Párt keszthelyi kerületi elnökének, földbirtokosnak. Szily Kálmán és Dervarics Róza frigyéből született:
- Szily Margit Magdolna Izabella (Buda, 1872. május 2.–Budapest, 1947. december 17.).[14][15] Férje: békási Békássy Imre (Jobaháza, 1867. április 5.–Budapest, 1935. szeptember 29.), császári és királyi kamarás, magyar királyi honvédezredes, a hadi-díszítményes Ferenc József rend tiszti-keresztje tulajdonosa.[16][17]
- Szily Rózsa Sarolta Vilma (Buda, 1873. október 22.–Budapest, 1959. február 14.).[18] Férje: felsőrásztokai Szalay Károly Pál (1863. január 26.)[19]
- Dr. Szily Kálmán (Budapest, 1875. május 4. – New York, 1958. január 14.) mérnök, királyi józsef műegyetemi tanár, a Magyar Tudományos Akadémia levelező tagja (1920). Neje: Plósz Emília Stefánia Mária Terézia (Győr, 1883. július 6.–Budapest, 1944. április 12.).[20][21]
- Szily Irma.

## Szakmai munkássága
Szily Kálmán jelentős eredményeket ért el természettudósként, tudományszervezőként, nyelvészként és tudománytörténészként egyaránt.
Pályája elején főként a mechanika egyes problémáit vizsgálta. Legkiemelkedőbb eredményei az 1860-as évtizedben a termodinamika kérdéskörébe tartoztak. 1867-es akadémiai székfoglaló értekezésében a hőelmélet első és második alaptételének általános matematikai alakban való megfogalmazására vállalkozott. Szily eredményei nagy elismerésre találtak a kor vezető tudósai között, G. H. Bryan részletesen ismertette Szily munkásságát. A kormány Kruspér Istvánnal 1869-ben Párizsba küldte, hogy ott a magyar méterrudat a franciával hasonlítsák össze. 1870-ben és 1872-ben ismét ő képviselte Kruspérral együtt hazánkat a párizsi méterkongresszuson. 
1870 és 1889 között Szily Kálmán vezette a matematikai fizika és analitikai mechanika tanszéket. Miután a politechnikumot az 1871-72-es tanévtől Királyi József Műegyetem néven egyetemi rangra emelték, 1880-ban a Vaskorona-rend lovagja lett és a budapesti egyetem bölcseleti kara tiszteleti doktorrá választotta. 1879-től 1884-ig a műegyetem rektora volt. Rektorsága idején épült fel a műegyetem új épülete, s hajtották végre az intézmény korszerű átszervezését. Szervező munkája eredményeként a Királyi Magyar Természettudományi Társulat az ország legnagyobb és legjelentősebb szaktársulatává fejlődött; megalapította a társulat könyvkiadó vállalatát. A Magyar Mérnök- és Építész-Egylet alapítója, első főtitkára, a Magyar Mérnök- és Építész-Egylet Közlönyének első főszerkesztője. 1869-ben a Természettudományi Társulat főtitkáraként megindította a Természettudományi Közlönyt, amely annyira növelte a közérdeklődést, hogy a tagok száma egy év alatt 804-ről 1658-ra emelkedett. Az ő titkársága alatt indult meg a Természettudományi Könyvkiadó Vállalat is.
A műszaki tudományos műnyelv és a műszaki irodalom fejlesztésének szükségességét felismerve az 1870-es évektől érdeklődése egyre inkább a nyelvtudomány felé fordult. Nyelvészként a legtöbbet, legszívesebben és legeredményesebben szótörténettel és a nyelvművelés kérdéseivel foglalkozott. 1878-tól kezdve a Természettudományi Közlöny hasábjain jelentette meg nyelvészeti vonatkozású közleményeit. Eleinte a szaknyelv és a nyelvhelyesség gyakorlati kérdései foglalkoztatták. 1879-ben jelentette meg A természettudományi műnyelvről a magyar irodalomban című tanulmányát. 1880-tól a Magyar Nyelvőr állandó munkatársa volt. Figyelemmel kísérte a Magyar nyelvtörténeti szótár munkálatait, 1892-ben egy szigorú, de igazságos bírálatot ír erről a szótárról a Budapesti Szemlében . A nyelvújítás történetével módszeresen foglalkozott, kutatásának eredményeit az 1902-ben kiadott A magyar nyelvújítás szótára első kötetében, majd az 1908-as második kötetében összegezte.
1898-ban a Magyar Tudományos Akadémia állandó szótári bizottságot hozott létre, amelynek fő feladata A magyar nyelv szótára új kiadásának előkészítése volt. A bizottság elnökévé Szily Kálmánt választották. Ebben a minőségében közreműködött a korábbi magyar szótárak címjegyzékének összeállításában, az így készült, 122 ezer címszavas címjegyzék 1899-ben kéziratként jelent meg .
1905-ben megalapította a Magyar Nyelvtudományi Társaságot, amelynek elnöke és folyóiratának, a Magyar Nyelvnek szerkesztője volt. Nyelvészeti munkásságáért 1914-ben az Akadémia nagyjutalmával tüntették ki. 1894-ben tiszteletbeli bölcsészdoktor, 1917-ben tiszteletbeli műszaki doktora lett. 1889-ben megindította és 1905-ig szerkesztette az Akadémiai Értesítőt.
A Természettudományi Társulat Szily működése emlékére 1900. január 24-i közgyűlésén 30 darab tízkoronás arany súlyának megfelelő aranyérmet alapított, amelyet róla nevezett el, egyszersmind 20 000 koronás jutalomdíj alapítványt tett, melynek kamatait (200 db tíz koronás aranyat) az éremmel három évenként a természettudomány legkiválóbb hazai népszerűsítője vagy művelője kapta, 1906-ban Herman Ottó, harmadszor 1909-ben Semsey Andor.

## Művei
- A Hamilton-féle elv és a mechanikai hő-elmélet második főtétele. Pest, 1871.
- A mechanikai hő-elmélet egyenleteinek általános alakjairól. Pest, 1872.
- A hő elmélet második főtétele, levezetve az elsőből. Budapest, 1875.
- A természettudományi műnyelvről a magyar irodalomban. Természettudományi     Közlöny, 1879, 11 (121.) 329–345.
- A telített gőz nyomásának törvényeiről. Budapest, 1880.
- Adatok Bolyai Farkas életrajzához. Budapest, 1884.
- Ki volt Calepinus magyar tolmácsa?. Budapest, 1886.
- A Magyar Nyelvtörténeti Szótár. Budapesti Szemle. Új folyam. 1892. Vol. 72. 110–126.; 406–434. o. (Nagyszigethy Kálmán néven)
- Adalékok a magyar nyelv és irodalom történetéhez. Budapest, 1898.
- A magyar nyelvújítás szótára. Budapest, Hornyánszky Viktor kiadása, I. rész: 1902, II. rész: 1908.
- A Magyar Tudományos Akadémia Széchenyi-Múzeumának tárgyjegyzéke. Viszota Gyulával. Budapest, 1905.
- A mágnás-czím a magyarban: Történeti és népnyelvi tanulmány. Budapest, 1905.

## Emlékezete

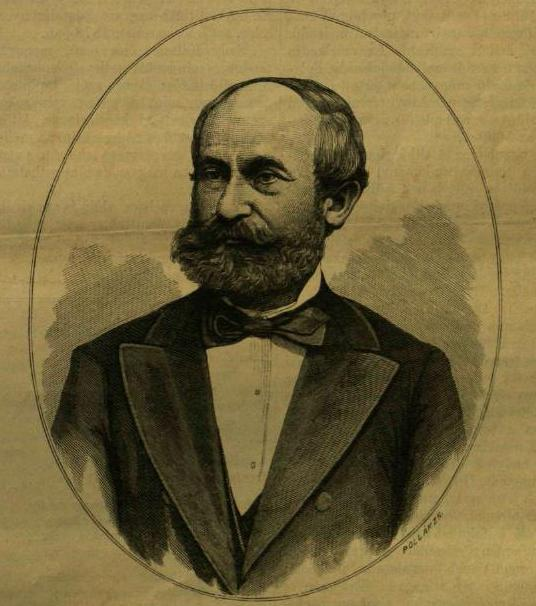
Szily Kálmán (1838–1924). Pollák Zsigmond illusztrációja a Vasárnapi Ujságban

- Budapest IX. kerületében, 1993. óta középiskola viseli nevét.
- Szily-emlékérem: 1991-ben alapították a Tudományos Ismeretterjesztő Társulat Természet Világa folyóiratának munkatársai.